# Roger Fry (livro)
Roger Fry: uma biografia (inglês: Roger Fry: a biography) é um livro escrito por Virginia Woolf e publicado em 1940. Conta a vida de Roger Fry, pintor e crítico de arte inglês.